# Сеноклас (село)
Сеноклас е село в Южна България. То се намира в община Маджарово, област Хасково.

## География
Село Сеноклас се намира в източната част на Родопите, в Южен централен регион, в близост до река Арда и турската и гръцката граници.

## История
В с. Сеноклас се намира най-старата църква в община Маджарово, построена 1858 година, от майстор Георги Борумсуза от с. Устово, Ахъчелебийско. През 1913 година, църквата е опожарена, възстановяването става през 1921 година, която е наречена от местното население „Св. Архангел Михаил“.

## Религии
- Православно християнство.

## Културни и природни забележителности
Селото се отличава с красива природа, чист въздух и благоприятни температури. В близост се намира Тепето, не много висок връх с невероятна гледка. На 2 километра се намира и Ивайловградският язовир, който предлага възможности за риболов.
На връх Тепето има поставен кръст който гледа към селото и цялата местност. Може да се отиде с кола до там.
Друга забележителност са намиращите се наблизо тракийски гробници.

## Редовни събития
Всяка година на 24 май се провежда събор на селото. Почита се и празникът на Света Богородица на 28 август, когато по стара традиция задължително всяко семейство коли агне за гощавката.